# Renaud-Bray
 (août 2025).
 (juillet 2025).
La mise en forme du texte ne suit pas les recommandations de Wikipédia : il faut le « wikifier ».
Les points d'amélioration suivants sont les cas les plus fréquents. Le détail des points à revoir est peut-être précisé sur la page de discussion.
- Les titres sont pré-formatés par le logiciel. Ils ne sont ni en capitales, ni en gras.
- Le texte ne doit pas être écrit en capitales (les noms de famille non plus), ni en gras, ni en italique, ni en « petit »…
- Le gras n'est utilisé que pour surligner le titre de l'article dans l'introduction, une seule fois.
- L'italique est rarement utilisé : mots en langue étrangère, titres d'œuvres, noms de bateaux, etc.
- Les citations ne sont pas en italique mais en corps de texte normal. Elles sont entourées par des guillemets français : « et ».
- Les listes à puces sont à éviter, des paragraphes rédigés étant largement préférés. Les tableaux sont à réserver à la présentation de données structurées (résultats, etc.).
- Les appels de note de bas de page (petits chiffres en exposant, introduits par l'outil «  Source ») sont à placer entre la fin de phrase et le point final[comme ça].
- Les liens internes (vers d'autres articles de Wikipédia) sont à choisir avec parcimonie. Créez des liens vers des articles approfondissant le sujet. Les termes génériques sans rapport avec le sujet sont à éviter, ainsi que les répétitions de liens vers un même terme.
- Les liens externes sont à placer uniquement dans une section « Liens externes », à la fin de l'article. Ces liens sont à choisir avec parcimonie suivant les règles définies. Si un lien sert de source à l'article, son insertion dans le texte est à faire par les notes de bas de page.
- La présentation des références doit suivre les conventions bibliographiques. Il est recommandé d'utiliser les modèles {{Ouvrage}}, {{Chapitre}}, {{Article}}, {{Lien web}} et/ou {{Bibliographie}}. Le mode d'édition visuel peut mettre en forme automatiquement les références.
- Insérer une infobox (cadre d'informations à droite) n'est pas obligatoire pour parachever la mise en page.

Pour une aide détaillée, merci de consulter Aide:Wikification.
Si vous pensez que ces points ont été résolus, vous pouvez retirer ce bandeau et améliorer la mise en forme d'un autre article.
Fondé en 1965, Renaud-Bray est le plus important réseau de librairies francophones en Amérique du Nord. Basé à Montréal, le groupe Renaud-Bray se classe second en importance au Canada dans la vente au détail de livres. Avec plus de 60 points de ventes, assortis de trois entrepôts, plusieurs sites Internet transactionnels, un service aux bibliothèques et aux professionnels ainsi qu'une activité de distribution de livres, de jeux et jouets éducatifs, il joue un rôle de premier plan dans la promotion, la diversification et la diffusion de produits cultures en langues française.

## Historique

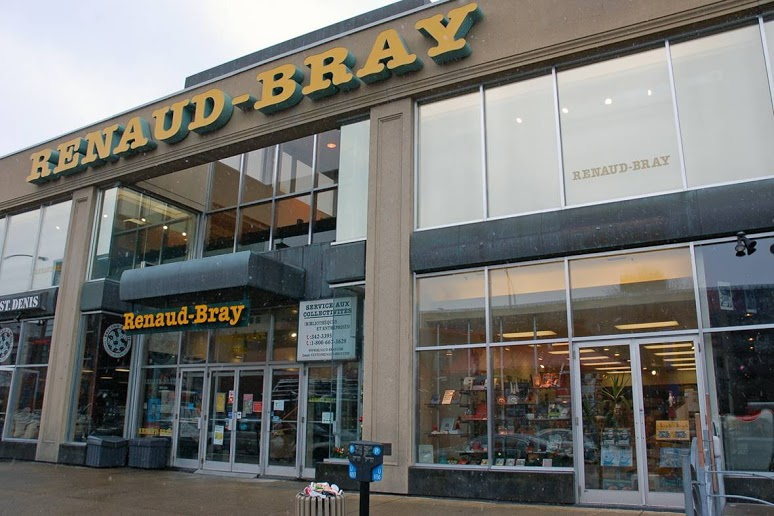
Renaud-Bray, Côte-des-Neiges

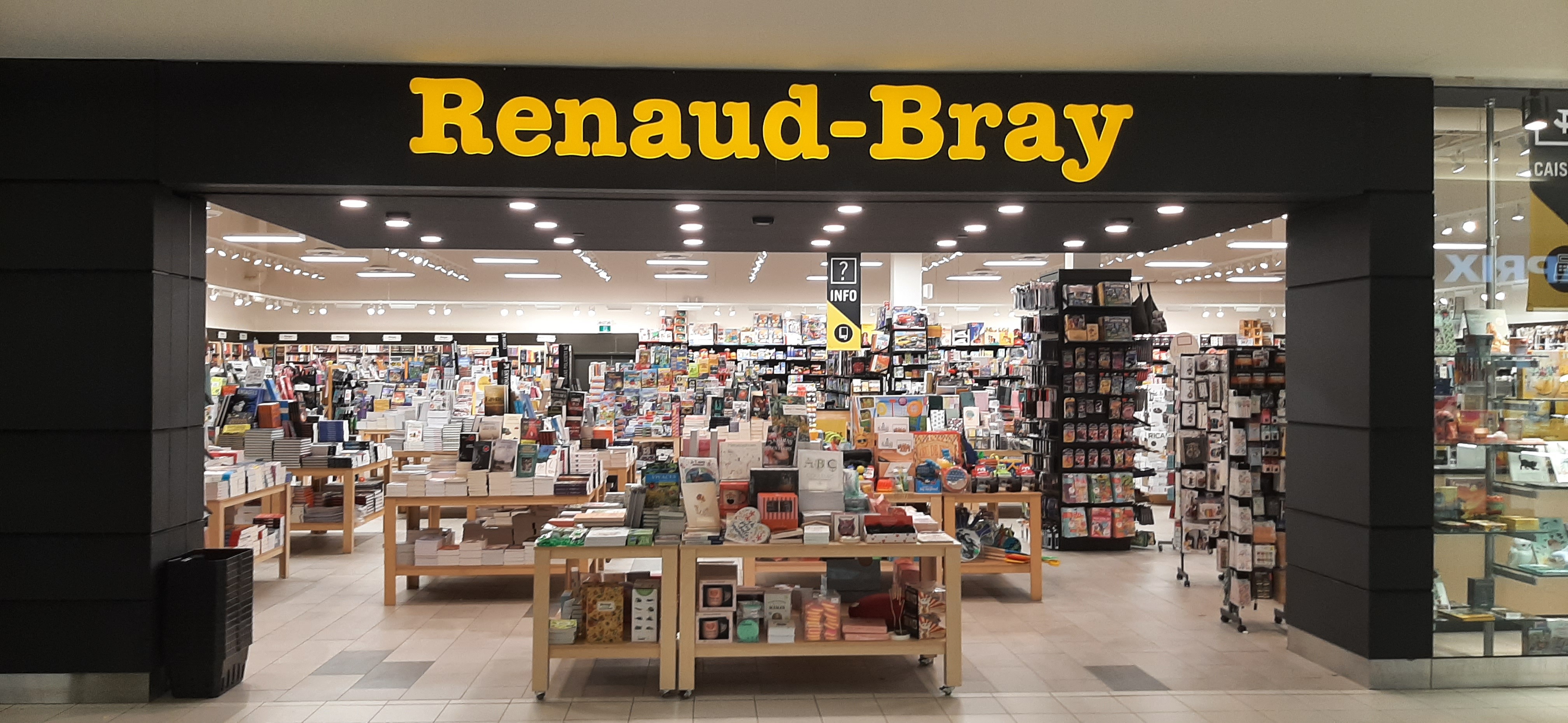
Renaud-Bray, Sherbrooke

### Les débuts: un concept novateur
En 1964, Pierre Renaud ouvre la Librairie des deux mondes sur le chemin de la Côte-des-Neiges. Dès 1965, il s’associe à Edmond Bray et leurs deux commerces fusionnent sous le nom de Renaud-Bray. Le concept est novateur :  un espace de grande superficie - 5 000 pieds carrés - qui accueille une large sélection de livres, disques, revues et articles de papeterie, proposant des heures d'ouverture prolongées sept jours par semaine.

### Des années 70 au milieu des années 90: une formule gagnante
En 1971, Pierre Renaud devient le propriétaire unique et peaufine la formule qui fera son succès : un grand espace convivial et accessible offrant un large éventail de produits culturels. En 1978, Renaud-Bray innove avec l'informatisation de ses stocks. Elle figure parmi les premières librairies au monde à le faire. Entre 1989 et 1995, plusieurs succursales voient le jour à Montréal.

### 1996: Restructuration
L’entreprise entre dans une période de turbulence. Une expansion trop rapide et une aventure torontoise mitigée ont affaibli la société. Cette période de restructuration se solde par la fermeture de trois succursales, dont celle de Toronto.

### De 1999 à 2021: expansion, passage de relai et acquisitions
Avec un bilan assaini, Renaud-Bray se lance dans une ambitieuse politique d'acquisitions. En 1999, l'entreprise porte acquéreuse des trois librairies Champigny et des 15 succursales de la bannière Garneau. Avec 24 succursales déployés au Québec, elle devient le plus grand réseau de librairies de la province.
En 2011, Pierre Renaud passe le relai à son fils Blaise Renaud qui prend alors la présidence du groupe. 
En 2015, l'expansion de poursuit avec l'acquisition de l'enseigne Archambault. En 2017, le groupe Renaud-Bray se positionne sur l'activité de distribution en rachetant Prologue, le plus important distributeur indépendant de livres au Québec. En 2020 et 2021, c'est au tour des boutiques de jouets Griffon et du distributeur Pierre Belvédère d'entrer dans le giron du groupe Renaud-Bray. 

## Succursales
- 1964 : chemin de la Côte-des-Neiges (Montréal)
- 1974 : Promenades Fleury (Montréal)
- 1975 : Carrefour du Nord (Saint-Jérôme)
- 1977 : Promenades de l’Outaouais (Gatineau)
- 1980 : Promenades Saint-Bruno (Saint-Bruno-de-Montarville), Complexe Desjardins (Montréal)
- 1983 : Galeries de la Capitale (Québec)
- 1984 : Grande Place des Bois-Francs (Victoriaville)
- 1987 : Centre Laval
- 1990 : Promenades de Sorel
- 1992 : Champigny (Montréal)
- 1993 : Carrefour Angrignon, avenue du Parc, Galeries d'Anjou (Montréal), Carrefour de l'Estrie (Sherbrooke)
- 1995 : Brossard
- 1998 : Carrefour Laval
- 1999 : Plaza Saint-Hubert (Montréal)
- 2000 : Laurier Québec (Québec)
- 2003 : Promenades de Drummondville
- 2004 : Fairview Pointe-Claire
- 2006 : Place Ville-Marie (Montréal), Galeries de Terrebonne, Galeries Chagnon (Lévis)
- 2012 : Granby, Promenades Beauport (Beauport), Trois-Rivières
- 2013 : Maison de Radio-Canada (Montréal)
- 2014 : Vaudreuil-Dorion, Place Rosemère (Rosemère)
- 2017 : Galeries Rive-Nord (Repentigny)
- 2018 : Saint-Georges
- 2019 : Place du Royaume (Saguenay)

## Acquisitions et filiales du groupe Renaud-Bray
- 1999 : Librairies Garneau (15 succursales)
- 1999 : Librairies Champigny (3 succursales)
- 2015 : Groupe Archambault[7] (14 succursales)
- 2015 : Librairie Paragraphe
- 2016 : Librairie Olivieri
- 2017 : Distribution Prologue
- 2020 : Boutiques Griffon (5 succursales)
- 2020 : Boutiques Le Tambourin (6 succursales)
- 2021 : Pierre Belvédère
- 2024 : DeSerres (28 succursales)

En parallèle de ses points de vente physiques, le groupe Renaud-Bray déploie ses activités en ligne via ses 4 sites web transactionnels. Très tôt l'entreprise a misé sur le e-commerce.

## Activités en ligne et entrepôts
Depuis 2009, l'entreprise dispose d'en entrepôt de 60 000 pieds carrées destiné aux activités de vente au détail et doté d'un système de traitement électronique qui lui permet de gérer efficacement les 110 000 titres en stock et les milliers de commandes reçus quotidiennement.
L'entreprise s'est également dotée de deux autres centre de distribution, l'un en 2015, pour soutenir ses activités de détaillant, et l'autre en 2022, pour accompagner sa croissance dans le secteur de la distribution. Basé à Boisbriand, cet immense entrepôt de 320 000 pieds carrés à la pointe de la technologie représente un investissement de plus de 50M$.

## Mission et produits
Depuis son origine, Renaud-Bray se donne pour mission de contribuer à l'expansion et à la diversification de l'offre de produits culturels de langue française. De 30 000 produits en stock en 1978, l'entreprise est passée à plus de 200 000 références aujourd'hui. Le groupe diffuse et distribue les livres, les jeux et les jouets de plus de 200 éditeurs et près d'une cinquantaine de fournisseurs québécois, canadiens et étrangers. Sa part de marché dépasse les 40% dans le secteur du livre. Instauré par Pierre Renaud en 1998, le célèbre label "coup de cœur" s'est révélé une approche audacieuse et toujours en vigueur dans les magasins et sur le site web de l'enseigne. Son offre de produits va au-delà du livre avec de la papeterie, des jeux et des jouets. La signature de son logo résume son positionnement : Livres + Cadeaux + Jeux.
Acteur majeur de la culture au Québec depuis plus d'un demi-siècle, le groupe emploie plus de 2 000 personnes. Son siège social, déménagé dans l'Est de Montréal en 2015, témoigne de son implantation durable au Québec.

## Récompense et classements
Depuis mai 2023, Renaud-Bray jouit du seau d'excellence des Sociétés les mieux gérées au Canada.